# Legkisebb négyzetek módszere

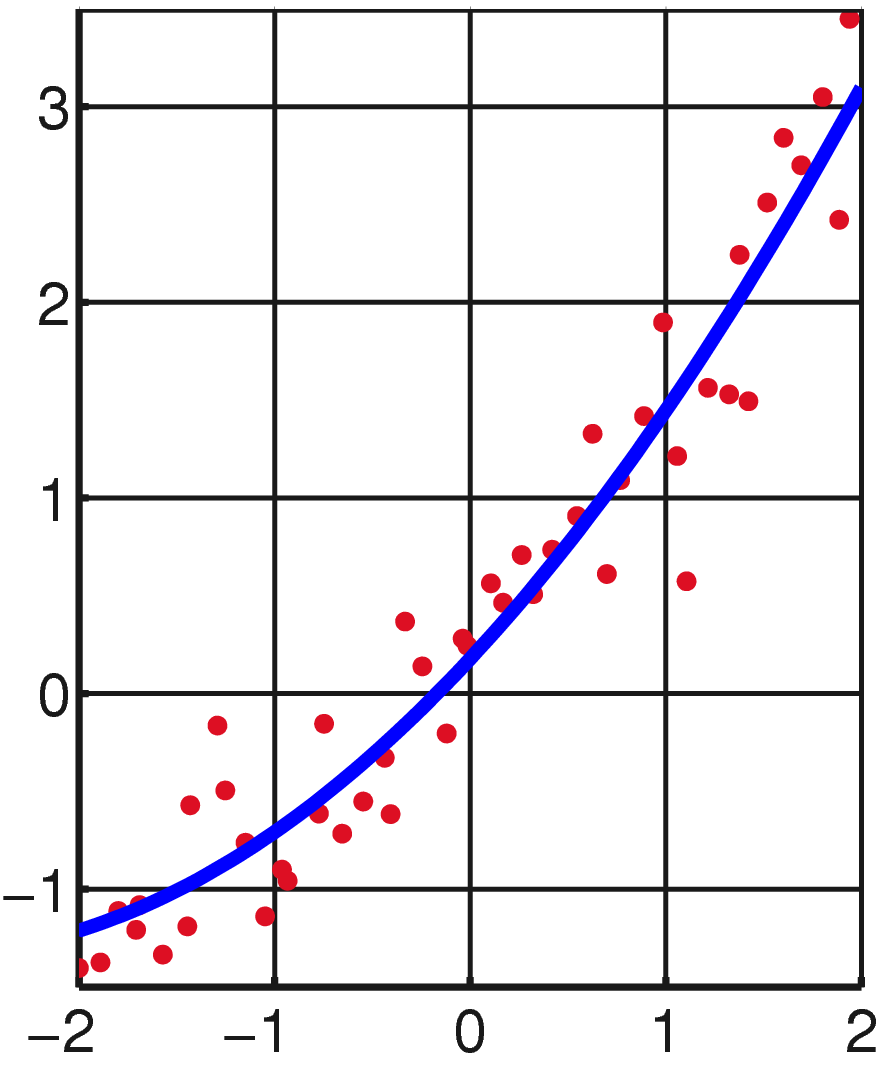
A kék vonallal jelzett függvényt úgy kell megválasztani, hogy a piros mérési pontokhoz a lehető legjobban illeszkedjék

A legkisebb négyzetek módszere a mérések matematikai feldolgozásában használt eljárás. Nevét arról kapta, hogy az eltérések négyzetösszegét igyekszik minimalizálni.
A Gauss által kidolgozott módszer két legfontosabb alkalmazása:
1 – ismert leképezéssel adott függvény egyszerűbb kifejezéssel való közelítése, approximációja,
2 – empirikus formulák együtthatóinak (paramétereinek) meghatározása.

## Függvény-approximáció
Az 1. esetben legtöbbször polinomot választanak közelítésnek, vagy a modellnek jobban megfelelő (például periodikus) elemi függvények lineáris kombinációját:
{\displaystyle y\approx a\cdot u(x)+b\cdot v(x)+c\cdot w(x)+\dots }
Általánosan: az {\displaystyle y=F(U)} függvényt az {\displaystyle U} független változó egy {\displaystyle M} tartományán olyan {\displaystyle {\hat {y}}=f(U)} függvénnyel kell közelíteni, amelynél a
{\displaystyle Q=\int _{M}(y-{\hat {y}})^{2}dU=\int _{M}(F(U)-f(U))^{2}dU}
kumulált (összegezett) kvadratikus hiba minimális.

### Példa
Az egyváltozós {\displaystyle y=F(U)=\cos({\frac {\pi x}{2}})} függvényhez a (-1;1) intervallumban keresünk közelítő {\displaystyle {\hat {y}}=ax^{2}+b} másodfokú polinomot. A feladat az {\displaystyle a,b} együtthatók meghatározása. A kvadratikus hiba integrálja:
{\displaystyle Q=\int _{-1}^{1}(y-{\hat {y}})^{2}=\int _{-1}^{1}(\cos({\frac {\pi x}{2}})-ax^{2}-b)^{2}dx}.
A parciális deriváltak zérushelyeit megadó egyenletek:
{\displaystyle {\begin{cases}{\frac {\partial Q}{\partial a}}=2a\int _{-1}^{1}x^{4}\,dx+2b\int _{-1}^{1}x^{2}dx-2\int _{-1}^{1}x^{2}\cos({\frac {\pi x}{2}})\,dx\\{\frac {\partial Q}{\partial b}}=2a\int _{-1}^{1}x^{2}dx+2b\int _{-1}^{1}\,dx-2\int _{-1}^{1}\cos({\frac {\pi x}{2}})dx\end{cases}}}
A kétismeretlenes lineáris egyenletrendszer együtthatóiként kapott határozott integrálokat a szükséges pontossággal kiszámítva és behelyettesítve a gyököket meghatározhatjuk. Ezzel a közelítő formula:
{\displaystyle \cos({\frac {\pi x}{2}})\approx -1,031x^{2}+0,98}.
Ebből az {\displaystyle {\hat {x}}={\frac {\pi x}{2}}} transzformációval a {\displaystyle \cos {\hat {x}}\approx -0,418{\hat {x}}^{2}+0,98} közelítő egyenletet kapjuk.

## Empirikus formulák
A 2. esetben a vizsgált fizikai, gazdasági, statisztikai stb. jelenség természete által meghatározott típusú függvényt kell a kísérlettel, megfigyeléssel nyert adatokhoz illeszteni. Ez utóbbi feladatban a mérések száma adott, míg az előbbinél a kutató döntésére van bízva, hogy milyen pontosságú közelítést akar alkalmazni. A két eset a gyakorlatban azonosan is modellezhető, ha az 1. esetben az eredeti függvény {\displaystyle y=F(U)} explicit képletéből kiszámított {\displaystyle (U_{i},y_{i})\;i=1,2,3,\dots \qquad } adatokat - ahol {\displaystyle U_{i}=x_{i,1},x_{i,2},\ x_{i,n}\dots \qquad } - tekintjük mérési eredményeknek.
Általánosan: A kísérletből vagy számítással kapott {\displaystyle (U_{i},y_{i})\;i=1,2,3,\dots \,n\qquad } adatokhoz olyan {\displaystyle {\hat {y}}=f(U)} függvényt kell illeszteni, amelynek a {\displaystyle {\hat {y}}_{i}=f(U_{i})} helyettesítési értékeire a
{\displaystyle Q=\sum _{i=1}^{n}(y_{i}-{\hat {y}}_{i})^{2}} .
kumulált kvadratikus hiba minimális.
A {\displaystyle Q} hibaösszeg a közelítő {\displaystyle f(U)} függvény {\displaystyle a,b,c,\dots \quad } együtthatóitól (paramétereitől) függ. Minimális csak akkor lehet, ha minden paraméter szerinti (parciális) deriváltja zérus:
{\displaystyle {\frac {\partial Q}{\partial a}}=0,} {\displaystyle {\frac {\partial Q}{\partial b}}=0,} {\displaystyle {\frac {\partial Q}{\partial c}}=0,\dots }.

### Példa
A hipotetikus {\displaystyle t\mapsto y} leképezéssel modellezhető összefüggést leíró {\displaystyle y=f(t)} függvényt {\displaystyle {\hat {y}}=mx+b} elsőfokú polinommal közelítjük (regressziós egyenes). A ({\displaystyle 1;0),(2;1),(3;3),(4;5)} értékpárokkal adott mérési pontokban számított négyzetes hibák összege ekkor:
{\displaystyle Q=\sum _{i}^{}(mt_{i}+b-y_{i})^{2}}
A parciális deriváltak:
{\displaystyle {\begin{cases}{\frac {1}{2}}{\frac {\partial Q}{\partial m}}=\sum _{i}(mt_{i}+b-y_{i})t_{i}=m\sum t_{i}^{2}+b\sum t_{i}-\sum t_{i}y_{i}=0\\{\frac {1}{2}}{\frac {\partial Q}{\partial b}}=\sum _{i}(mt_{i}+b-y_{i})=m\sum t_{i}+nb-\sum y_{i}=0\end{cases}}}
Az egyenletek megoldásával a kapcsolatot leíró empirikus formula:
{\displaystyle y(t)\approx 1,7t-2}

## Mellékfeltételek
Gyakran további információk ismertek a paraméterekről, amik egyenletekkel vagy egyenlőtlenségekkel fejezhetők ki. Egyenletek abból adódhatnak, hogy bizonyos adatpontokat interpolálni kell. Az egyenlőtlenségek gyakoribbak, és leginkább egy intervallumot adnak meg valamely paraméter lehetséges értékeire.
Az egyenleteket felhasználva a probléma dimenziója csökkenthető, ezzel a feladat egy alacsonyabb dimenziós feladatra vezethető vissza, aminek megoldása automatikusan megoldása az eredeti feladatnak is, és a mellékfeltételeket is teljesíti. Az egyenlőtlenségek kezelése nehezebb.
A feladatot az egyenlőtlenségek által behatárolt konvex halmazon kell megoldani. A minimalizálandó négyzetösszeg alakja
{\displaystyle \min _{x}\|Ax-b\|_{2}}
ahol {\displaystyle l\leq Cx\leq u}, {\displaystyle C\in \mathbb {R} ^{n\times n}.} Ez éppen egy konvex optimalizálással egyértelműen megoldható feladat.
Az integrálegyenletekből keletkező kvadratikus egyenlőtlenségek esetén nem biztos, hogy a legjobb közelítés egyértelmű. A numerikus megoldás speciális QR-felbontással számítható.

## Követelmények az adatokkal szemben
A legkisebb négyzetek módszere esetén az adatoktól elvárjuk, hogy megfeleljenek bizonyos tulajdonságoknak, illetve éppen ellenkezőleg, hogy bizonyos tulajdonságok ne lépjenek fel. Ilyen nemkívánatos tulajdonságok a kívülálló adatok, és a multikollinearitás.
A módszer érzékeny a nagyon kilógó adatokra. Egy kilógó adat az egész eljárás eredményét megváltoztathatja, hamis képet adva az adatsorról. Különböző statisztikai tesztekkel szűrik az adatsort, hogy ne maradjanak benne mérési hibák. A kilógó adatokat elhagyják, vagy a kívülállókra kevésbé érzékeny módszerekkel alternatív becsléseket végeznek. ilyen például a súlyozott regresszió, amiben a kívülálló adatok súlyát, és ezzel befolyását is csökkentik.
Több független változó esetén a multikollinearitás azt jelenti, hogy két független változó erősen korrelál, ezért közel állnak a lineáris összefüggéshez. Ez azért baj, mert így a feladat rosszul kondicionálttá válik, ami azt jelenti, hogy érzékeny lesz a mérési hibákra; kis hibák is nagyon eltérő eredményhez vezetnek.

## Általánosítása
A követelmények fellazításával az általánosított legkisebb négyzetek feladatához jutunk. A fontos speciális eseteknek nevük is van, például súlyozott legkisebb négyzetek módszere. Itt az eltérésekről csak a korrelálatlanságot követelik meg, az azonos szórást nem. Ezek a
{\displaystyle \|D(Ax-b)\|_{2},}
alakú normálegyenlethez vezetnek, ahol D diagonális mátrix. Ha a szórások nagyban ingadoznak, akkor a feladat rosszul kondicionált lesz.
Ha még azt is tekintetbe vesszük, hogy a módszer és a mérések is hibával terheltek, akkor egy újabb változathoz jutunk. Ennek alakja:
{\displaystyle \min _{E,r}\|(E,r)\|_{F},(A+E)x=b+r,}
ahol E jelöli a modell, és r az adatok hibáit.
Lehet olyan modellt is alkotni, amiben nem teszünk fel normális eloszlást. Ekkor nem euklideszi, hanem például 1-es normában kell minimalizálni.

## Története
1801. január 1-jén újévkor Giuseppe Piazzi olasz csillagász felfedezte a Ceres törpebolygót. 40 napon át figyelte a pályáját, amíg a Ceres el nem tűnt a Nap mögött. Az év során több tudós próbálkozott azzal, hogy Piazzi megfigyelései alapján becslést adjon a törpebolygó pályájára, a legtöbb számítás azonban használhatatlan volt. Egyedül az akkor huszonnégy éves Gauss számítása volt elég pontos ahhoz, hogy annak alapján decemberben Franz Xaver von Zach ismét ráleljen a Ceresre. Gauss híressé vált eljárását, a legkisebb négyzetek módszerét 1809-ben adta ki a Theoria Motus Corporum Coelestium in sectionibus conicis solem ambientium című művének második kötetében.
Tőle függetlenül 1806-ban a francia Legendre is közzétette ugyanezt a módszert az üstökösök pályájáról szóló munkájának a végén. Tőle származik a méthode des moindres carré (legkisebb négyzetek módszere) elnevezés.
1829-ben Gauss megadta a módszer valószínűségelméleti megalapozását is: bebizonyította, hogy tágabb értelemben a módszer optimális. Ezt a bizonyítást nevezik Gauss–Markov-tételnek.
A módszer alkalmazásában jelentős előrelépést jelentett az általánosított inverzek elterjedése, amelyek ilyen célú felhasználása elsősorban C. R. Rao nevéhez fűződik.
A legkisebb négyzetek módszerének magyarországi geodéziai alkalmazásához Bodola és Hazay könyvei járultak hozzá legjobban.

## Fordítás
Ez a szócikk részben vagy egészben  a   Methode der kleinsten Quadrate című német Wikipédia-szócikk fordításán alapul.  Az eredeti cikk szerkesztőit annak laptörténete sorolja fel. Ez a jelzés csupán a megfogalmazás eredetét és a szerzői jogokat jelzi, nem szolgál a cikkben szereplő információk forrásmegjelöléseként.